# Isogeometrische Analysis
Die isogeometrische Analysis ist ein Ansatz zur Verzahnung von Finite-Elemente-Methoden (FEM) und NURBS-basierter CAD-Methoden. In den meisten kommerziellen FEM-Softwarepaketen ist es notwendig, nach einer Änderung am CAD-Modell dieses erneut zu approximieren/zu vermeshen, um es wieder mittels FEM simulieren zu können. In der isogeometrischen Analysis wird dieser Schritt umgangen und komplexe NURBS-Geometrien direkt in die Finite-Elemente-Anwendung übertragen.
Als Begründer der isogeometrischen Analysis ist Tom Hughes und seine Arbeitsgruppe an der Universität Texas in Austin zu nennen.  Es gibt verschiedene Software-Pakete, die die Implementierung isogeometrischer Methoden ermöglichen, beispielsweise FEAP IsoGeometric, GeoPDEs, PetIGA, G+Smo und MIGFEM.